# مجموعه کهنه ارگ
مجموعه کهنه ارگ در شهرستان بروجن، بخش گندمان، روستای کنرک علیا واقع شده و این اثر در تاریخ ۸ مرداد ۱۳۸۱ با شمارهٔ ثبت ۶۰۰۶ به‌عنوان یکی از آثار ملی ایران به ثبت رسیده است.